# Jurye-dong
Jurye-dong (koreanska: 주례동) är en stadsdel i staden Busan i den sydöstra delen av Sydkorea, 300 km sydost om huvudstaden Seoul. Den ligger i stadsdistriktet Sasang-gu.

## Indelning
Administrativt är Jurye-dong indelat i:
| Namn    | Namn              | Yta km² | Invånare 31 dec 2018 |
| ------- | ----------------- | ------- | -------------------- |
| 주례1동 | Jurye 1(il)-dong  | 1,53    | 16 882               |
| 주례2동 | Jurye 2(i)-dong   | 2,37    | 25 460               |
| 주례3동 | Jurye 3(sam)-dong | 0,86    | 14 275               |